# Fédération sud-badoise de football

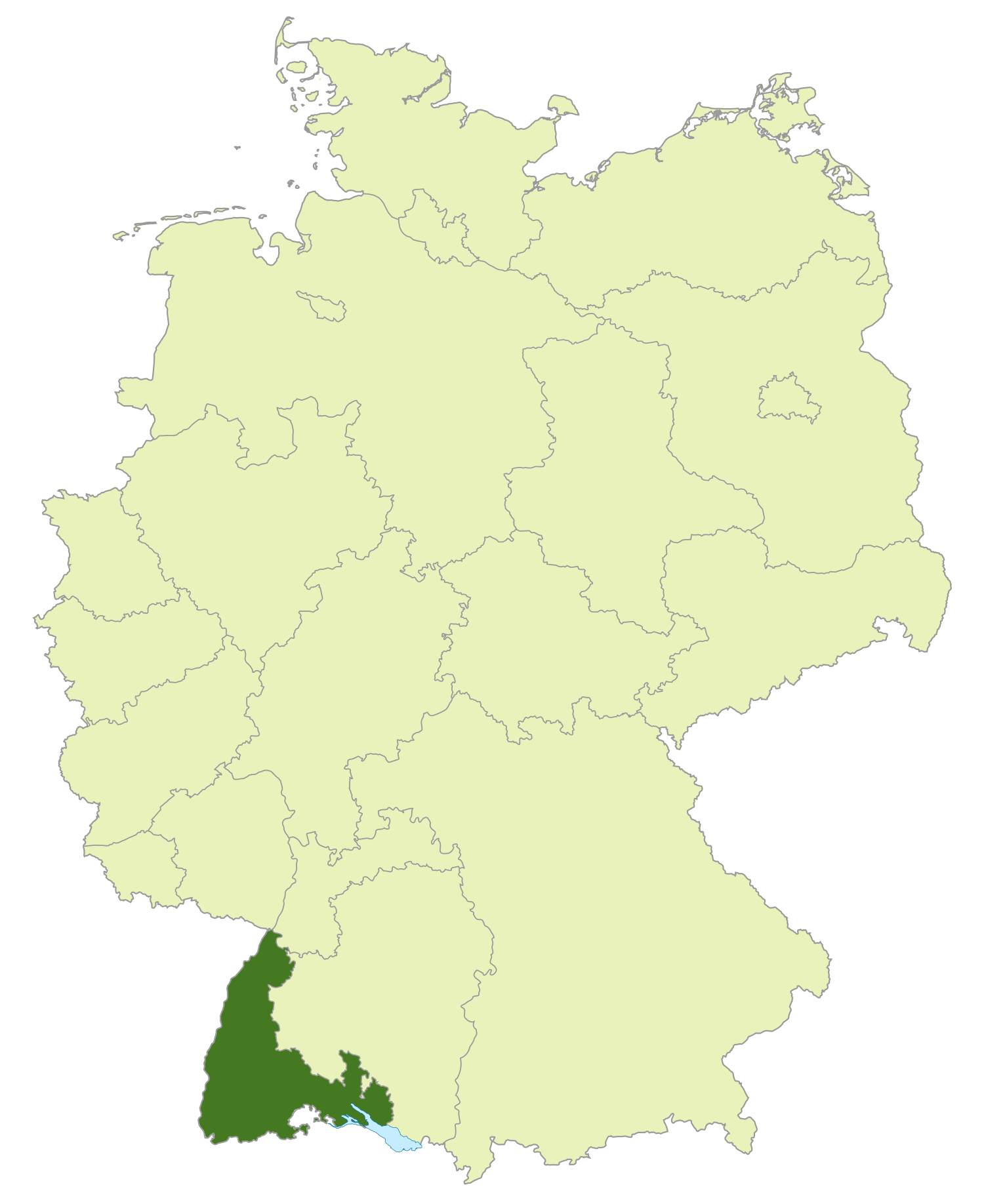
Territoire couvert par la Fédération badoise de football

La Fédération sud-badoise de football (SBFV, allemand : Südbadischer Fußballverband) est l'une des 21 fédérations régionales de la DFB, subalterne de la Süddeutscher Fußball-Verband (SFV).
La fédération a été fondée le 12 décembre 1948 à Fribourg en Brisgau et est l'organisation-parapluie de 695 clubs de football avec 309 020 membres et 4 684 équipes (chiffres de 2023). Son territoire correspond à l'ancien Land de Bade.
Son siège est situé à Fribourg en Brisgau, et Reinhold Brandt en est le président depuis 2023.

## Histoire

### Avant laSBFV
Le football en Allemagne du Sud, et donc dans la Bade, était à l'origine administré par la Süddeutscher Fussball-Verband, fondée le 17 octobre 1897 à Karlsruhe, qui prendra par la suite le nom de Verband Süddeutscher Fussball-Vereine La nouvelle fédération commença à organiser une compétition régionale de football, le championnat de football d'Allemagne du Sud, suivi quelques années plus tard par un système de ligue.
En novembre 1927, la fédération fusionne avec la Fédération d'athlétisme d'Allemagne du Sud (allemand : Süddeutscher Leichtathletik-Verband) ce qui donne une fédération bien plus imposante, la Fédération de football et d'athlétisme d'Allemagne du Sud (allemand : Süddeutscher Fussball- und Leichtathletik-Verband, ou SFLV).
Avec la montée des nazis au pouvoir en 1933, la fédération reçoit l'ordre de Berlin de se dissoudre en mars 1933. Le 6 août 1933, la SFLV tient sa dernière assemblée générale, à Stuttgart, où l'ordre de dissolution a été officiellement exécuté. La liquidation financière de la fédération est complétée en 1942.

### LaSBFV
Après la Seconde Guerre mondiale, la Bade du Sud fut intégrée à la zone d'occupation française. Les déplacements à l'intérieur de la zone d'occupation étant restreints, la reconstitution d'une fédération d'Allemagne du Sud semblait initialement impossible.
En septembre 1945, une ligue régionale de football, l'Oberliga Süd, qui était comprise de 16 des plus importants clubs du sud de l'Allemagne. Les organisateurs de la compétition ont de plus obtenu la permission des autorités américaines pour réétablire la SFV. En-dessous de l'Oberliga, la SFV, pas encore officiellement réétablie, décrète l'établissement de Landesligen pour chaque Land. Le 4 novembre 1945, la nouvelle Oberliga Süd commença sa première saison. Les clubs de Bade du Sud, eux, se trouvaient en dehors de ce cadre, jouant dans leur propre système de ligue et disputant ensuite la phase finale du championnat de la zone d'occupation française avec les champions de la moitié nord de la zone d'occupation, de ce qui allait devenir le Land de Rhénanie-Palatinat.
Pour éviter les frictions entre la SFV et les fédérations régionales, les fédérations régionales devinrent membres de la SFV, mais les clubs restèrent membre de leur fédération régionale uniquement. La SFV avait la responsabilité d'organiser l'Oberliga Süd ainsi que la 2. Oberliga Süd, tandis que les fédérations régionales s'occupaient de leurs ligues inférieures respectives.
La fédération est fondée le 12 décembre 1948 à Fribourg en Brisgau par une réunion de 293 clubs.
Pour éviter les frictions entre la SFV et les fédérations régionales, les fédérations régionales devinrent membres de la SFV, mais les clubs restèrent membre de leur fédération régionale uniquement. La SFV avait la responsabilité d'organiser l'Oberliga Süd ainsi que la 2. Oberliga Süd, tandis que les fédérations régionales s'occupaient de leurs ligues inférieures respectives.
En 1950, les clubs de Bade du Sud rejoignent la SFV, achevant l'ère du championnat de la zone d'occupation française. Les meilleurs clubs de la région, le SSV Reutlingen 05 et le FC Singen 04, sont reversés en Oberliga Süd tandis que le Fribourg FC et le FC Constance sont reversés dans la 2. Oberliga Süd. Le SSV Reutlingen 05 n'est dorénavant plus membre de la SBFV, le club ayant rejoint le WFV. En 1951 des pourparlers en faveur d'une fusion avec la bfv afin d'avoir une seule fédération pour l'entièreté du Pays de Bade étaient très avancés, mais la fusion n'a jamais été implémentée, et la séparation du football badois perdure à ce jour.
En 1978, la fédération, comme la WFV et la bfv, implémente une réforme de son système de ligue. Le système de ligue historique, avec l'Amateurliga Südbaden en tant que ligue la plus haute de la fédération, la 3e division, suivie par la 2. Amateurliga, la A-Klasse, B-Klasse et C-Klasse est remplacé par la Verbandsliga Südbaden, dorénavant la 4e division, suivie par la Landesliga, la Bezirksliga, la Kreisliga and Kreisliga B.

## Subdivisions
La fédération est subdivisée en 6 arrondissements :
- Baden-Baden
- Offenbourg (Offenburg)
- Fribourg (Freiburg)
- Haut Rhin (Hochrhein)
- Forêt-Noire (Schwarzwald)
- Lac de Constance (Bodensee)

## Football masculin

### Coupe de Bade du Sud
Les clubs ayant participé à la Regionalliga, l'Oberliga Bade-Wurtemberg et Landesligen, les promus arrivant des Bezirksligen ainsi que les demi-finalistes des Bezirkspokalrunden (coupes d'arrondissement) de la saison précédente participent à la Coupe de Bade du Sud (Südbadischen Verbandspokal). Le gagnant obtient une place au 1er tour de la DFB-Pokal.

### Ligues
Sous la Verbandsliga Südbaden, dont les champions sont promus en Oberliga Baden-Württemberg, il y a 3 Landesligen puis 6 Bezirksligen. Sous ces Bezirksligen on trouve les Kreisligen locales.
| Niveau | Ligue                            | Ligue                          | Ligue                          | Ligue                          | Ligue                            | Ligue                          | Ligue                          | Ligue                          | Ligue                          |
| ------ | -------------------------------- | ------------------------------ | ------------------------------ | ------------------------------ | -------------------------------- | ------------------------------ | ------------------------------ | ------------------------------ | ------------------------------ |
| 6      | Verbandsliga Südbaden 16 clubs   | Verbandsliga Südbaden 16 clubs | Verbandsliga Südbaden 16 clubs | Verbandsliga Südbaden 16 clubs | Verbandsliga Südbaden 16 clubs   | Verbandsliga Südbaden 16 clubs | Verbandsliga Südbaden 16 clubs | Verbandsliga Südbaden 16 clubs | Verbandsliga Südbaden 16 clubs |
| 7      | Landesliga Groupe 1 16 clubs     | Landesliga Groupe 1 16 clubs   | Landesliga Groupe 2 16 clubs   | Landesliga Groupe 2 16 clubs   | Landesliga Groupe 3 16 clubs     | Landesliga Groupe 3 16 clubs   |                                |                                |                                |
| 8      | Bezirksliga Baden-Baden 16 clubs | Bezirksliga Offenburg 16 clubs | Bezirksliga Freiburg 16 clubs  | Bezirksliga Hochrhein 16 clubs | Bezirksliga Schwarzwald 16 clubs | Bezirksliga Bodensee 16 clubs  |                                |                                |                                |

Le nombre de clubs reflète la situation idéale. En raison des promotions relégations, le nombre d'équipes peut varier selon les saisons. En dessous des Bezirksligen, les clubs jouent dans les Kreisligen A, B et C. Il existe deux à trois Kreisligen A par district. Les Kreisligen B comptent entre cinq et huit groupes par district. Pour la Kreisliga C, il y a deux à sept groupes par district.

### Projet pilote de jeu mixte
Afin d'assouplir le fonctionnement des jeux, le conseil d'administration de la SBFV a approuvé un projet pilote de football mixte pour la saison 2024/2025. Cela permet aux femmes (plus de 18 ans) de jouer dans des équipes masculines.

#### Contexte
En juin 2022, le conseil d'administration de la DFB a décidé que les joueuses âgés de 18 ans et plus pourraient avoir le droit de jouer dans des équipes masculines. En intégrant cette décision dans le règlement du jeu de la DFB, les fédérations régionales et nationales ont pu lancer des projets pilotes afin de rendre les opérations de jeu plus flexibles.

## Football junior

### Junior - Garçons
La première division pour les juniors A, B et C est la Verbandsliga Südbaden. Les champions respectifs sont également promus en Oberliga Baden-Württemberg. Comme dans le football masculin depuis 2009/10, viennent ensuite Landesligen, Bezirksligen et de Kreisligen.

### Junior - Filles
La première division pour les B-juniors est la Verbandsliga Südbaden. Les champions respectifs sont également promus en Oberliga Baden-Württemberg. Les C-juniors ne jouent qu'au niveau du district dans les Bezirksligen et les Kreisligen.

## Football féminin

### Histoire
Le 31 octobre 1970, la DFB lève l'interdiction du football féminin. En conséquence, des divisions se sont formées au niveau des districts. Les champions de Bezirksliga s'affrontent lors d'un tour final afin de déterminer le champion de Bade du Sud, qui participe ensuite au championnat d'Allemagne.
En 1978, la Südbadische Damenliga est créée, en tant que première division de la SBFV. Elle existe encore aujourd'hui sous le nom de Verbandsliga Südbaden. Les champions de cette ligue disputaient le championnat allemand. Les champions de district déterminent les deux équipes promues via un tour de promotion, promus qui remplacent les deux équipes du fond de classement en Südbadische Damenliga.
En 1990, la Bundesliga féminine est créée. Jusqu'en 1997, celle-ci se disputait en deux groupes, Nord et Sud. Avec l'introduction de ce championnat, les champions de Südbadische Damenliga s'affrontent pour la promotion en Bundesliga lors de barrages de promotion.
En 1994, la Landesliga est fondée en Bade du Sud. Elle se trouve entre la Südbadische Damenliga et les Bezirksligen. Initialement, comme de nos jours, il y avait un groupe Nord et un groupe Sud, mais il y a eu des saisons à un seul groupe.
En 1996, l‘Oberliga Baden-Württemberg est introduite entre la Bundesliga et la Südbadische Damenliga. En 2000, la Regionalliga Süd est introduite entre la Bundesliga et l‘Oberliga Baden-Württemberg. Quatre ans plus tard, la 2. Bundesliga Süd remplace la Regionalliga Süd. En 2007, la Regionalliga Süd est réintroduite entre la 2. Bundesliga Süd et l‘Oberliga Baden-Württemberg. Depuis, la Frauen-Verbandsliga constitue la 5e division.

### Coupe de Bade du Sud
La Coupe de Bade du Sud féminine a lieu depuis 1980-1981. Toutes les équipes de la SBFV ayant joué en Regionalliga, Oberliga, Verbandsliga ou Landesliga (sans les relégués en Bezirksliga) la saison précédente participent à la compétition.

### Ligues
| Niveau | Ligue                               | Ligue                               | Ligue                               | Ligue                              | Ligue                              | Ligue                              |
| ------ | ----------------------------------- | ----------------------------------- | ----------------------------------- | ---------------------------------- | ---------------------------------- | ---------------------------------- |
| 6      | Verbandsliga Südbaden 12 clubs      | Verbandsliga Südbaden 12 clubs      | Verbandsliga Südbaden 12 clubs      | Verbandsliga Südbaden 12 clubs     | Verbandsliga Südbaden 12 clubs     | Verbandsliga Südbaden 12 clubs     |
| 7      | Landesliga Groupe 1 (Nord) 10 clubs | Landesliga Groupe 1 (Nord) 10 clubs | Landesliga Groupe 1 (Nord) 10 clubs | Landesliga Groupe 2 (Süd) 12 clubs | Landesliga Groupe 2 (Süd) 12 clubs | Landesliga Groupe 2 (Süd) 12 clubs |
| 8      | Bezirksliga Baden-Baden 11 clubs    | Bezirksliga Offenburg 10 clubs      | Bezirksliga Freiburg 12 clubs       | Bezirksliga Hochrhein 9 clubs      | Bezirksliga Schwarzwald 9 clubs    | Bezirksliga Bodensee 9 clubs       |

### Les autres fédérations subalternes de la SFV
- Badischer Fußballverband (bfv)
- Bayerischer Fußball-Verband (BFV)
- Hessischer Fußballverband (HFV)
- Württembergischer Fußball-Verband (WFV)

### Sources
- (de) 100 Jahre Süddeutscher Fussball-Verband – SFV, éditeur: Vindelica Verlag, publié en 1996